# GOES 9

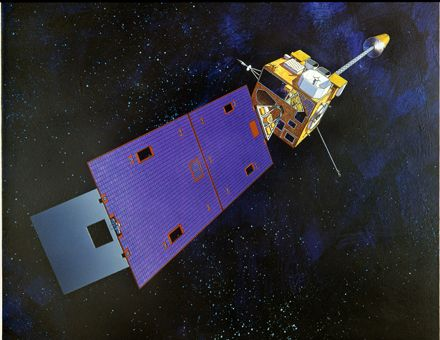
Concepção artística do GOES-9.

O GOES 9, conhecido também como GOES-J antes de se tornar operacional, foi um satélite meteorológico geoestacionário operado pela National Oceanic and Atmospheric Administration dos Estados Unidos como parte do Geostationary Operational Environmental Satellite.[carece de fontes?]
Ele foi lançado em 1995, e funcionou até 2007 quando foi desativado e direcionado para uma órbita cemitério. No lançamento, o satélite tinha uma massa de 2.105 kg, e uma vida útil operacional de três anos. Ele foi construído pela Space Systems/Loral, baseado na plataforma de satélite LS-1300, e foi o segundo satélite da série GOES-I a ser lançado.[carece de fontes?]